# Kraftwerk Manjung
Das Kraftwerk Manjung (bzw. Kraftwerk Sultan Azlan Shah englisch Sultan Azlan Shah Power Station) ist ein Kohlekraftwerk im Bundesstaat Perak, Malaysia, das an der Straße von Malakka ca. 10 km südlich der Stadt Lumut gelegen ist.
Es wurde auf einem Landgewinnungsgebiet errichtet und verfügt über einen eigenen Pier, an dem Schiffe mit bis zu 150.000 t anlegen können. Das Kraftwerk ist im Besitz der TNB Janamanjung (TNBJ), einer Tochter von Tenaga Nasional Berhad, und wird auch von dieser betrieben.

## Daten
Mit einer installierten Leistung von 4100 MW (Stand September 2018) ist Manjung das leistungsstärkste Kraftwerk in Malaysia und dient zur Abdeckung der Grundlast. Die Jahreserzeugung lag 2009 bei 12,5 Mrd. kWh.

## Kraftwerksblöcke
Das Kraftwerk besteht aus insgesamt fünf Blöcken unterschiedlicher Leistung, die von 2003 bis 2017 in Betrieb gingen. Die folgende Tabelle gibt einen Überblick:
| Block | Max. Leistung (MW) | Betriebsbeginn | Turbine    | Generator  | Dampfkessel |
| ----- | ------------------ | -------------- | ---------- | ---------- | ----------- |
| 1     | 700                | 2003           | ABB Alstom | ABB Alstom | Stein       |
| 2     | 700                | 2003           | ABB Alstom | ABB Alstom | Stein       |
| 3     | 700                | 2003           | ABB Alstom | ABB Alstom | Stein       |
| 4     | 1.000              | 31.03.2015     | Alstom     | Alstom     | Alstom      |
| 5     | 1.000              | 28.09.2017     |            |            |             |

Die Kosten für die Blöcke 1 bis 3 lagen bei ca. 1,8 Mrd. USD. Sie benötigen 6 Mio. t Kohle pro Jahr. Der Wirkungsgrad liegt bei ca. 35 %.

### Block 4
Der Auftragswert für den Block 4 wird mit ca. 1 Mrd. € angegeben; auf Alstom entfallen davon 650 Mio. €. Er verwendet einen ultra-superkritischen Dampferzeuger (siehe Überkritisches Wasser). Die Temperatur des Dampfs liegt bei 600 °C, der Druck bei 28,2 MPa (= 282 bar). Der Block kann im Lastfolgebetrieb bis auf 300 MW heruntergefahren werden. Sein Wirkungsgrad liegt bei ca. 40 %. Sowohl die Kühlung als auch die Rauchgasentschwefelung verwenden Meerwasser.
Der Block wurde darüber hinaus speziell für die Verwendung von Kohle unterschiedlichster Qualität konstruiert, da Malaysia über keine nennenswerten Kohlevorkommen verfügt und daher die benötigte Kohle importieren muss. Der Brennwert der Kohle kann in einer Spanne von 18,8–27,6 MJ/kg (= 4.500–6.600 kcal/kg) liegen, der Feuchtigkeitsgehalt kann zwischen 9 und 35 (bzw. 8 und 30) Prozent variieren.

### Block 5
Der Block 5 wurde nach einer Bauzeit von 45 Monaten am 28. September 2017 in Betrieb genommen.